# Jocelyn Ulyett
Jocelyn Ulyett (Milton Keynes, 17 de septiembre de 1995) es una nadadora profesional británica que se especializa en estilo braza. Integra a los Titanes de Toronto de la Liga Internacional de Natación.

## Carrera
Estableció un nuevo récord británico en los 200 m de braza, en el Campeonato Británico de Natación 2017 en Ponds Forge: con un tiempo de 2:22:08. Ella misma lo rompió con un tiempo de 2:17.10, en el Campeonato de Invierno de Inglaterra 2019 y actualmente es el mejor tiempo.

### Mundial
Entrenada por Bill Furniss, participó en el Campeonato Mundial de Natación de 2017: donde compitió en los 200 metros de estilo braza y terminó eliminada en la semifinal con un tiempo de 2:23.82. En los Juegos de la Mancomunidad de 2018 terminó eliminada en la semifinal con un tiempo de 2:29.54.

### Liga Internacional
Mientras estudiaba Geografía y Administración de Empresas en la Universidad de Loughborough, Ulyett fue contratada por el equipo francés Energy Standard para la ISL inaugural. Ganaron el título ese año y en la primavera de 2020 firmó con los Titanes de Toronto, un equipo de expansión y el primer canadiense.

## Palmarés
- Campeona de la Liga Internacional de Natación de 2019.